# Чавуски рејон
Чавуски рејон (блр. Ча́вускі раён; рус. Ча́усский райо́н) је административна јединица другог нивоа у централном делу Могиљовске области на истоку Републике Белорусије. 
Административни центар рејона је град Чавуси.

## Географија
Чавуски рејон обухвата територију површине 1.471,39 км² и на 8. је месту по величини у Могиљовској области. Граничи се са 6 других рејона Могиљовске области: Могиљовским, Бихавским, Славгарадским, Черикавским, Мсциславским и Дрибинским.

## Историја
Рејон је основан 17. јула 1924. године.

## Демографија
Према резултатима пописа из 2009. на том подручју стално је било насељено 21.242 становника или у просеку 14,44 ст/км². Око половина укупне популације живи у граду Чавуси.
Основу популације чине Белоруси (94,32%), Руси (4,1%) и остали (1,58%).
Административно рејон је подељен на подручје града Чавусија, који је уједно и административни центар рејона, и на још 10 сеоских општина. На целој територији рејона постоји укупно 172 насељена места.